# Baltasar de Marrades i Vic
Baltasar de Marrades i Vic, (València, 28 de novembre de 1560 - Praga, 12 d'agost de 1638) va ser un noble, polític i militar del Regne de València, cavaller de l'Orde de Malta, mariscal de camp per a l'Imperi Hispà durant la Guerra dels Trenta Anys i Governador al Regne de Bohèmia.
El seu nom apareix amb diverses combinacions com ara Baltasar, Balthasar o Baltazar; Marrades (o traduit al castellà com Maradas o Marradas); i Vich o Vic (o traduit al castellà com Vique). En català se sol modernitzar la grafia com Baltasar de Marrades i Vic; en alemany apareix com Baltazar von Marrades et Vique.

## Biografia

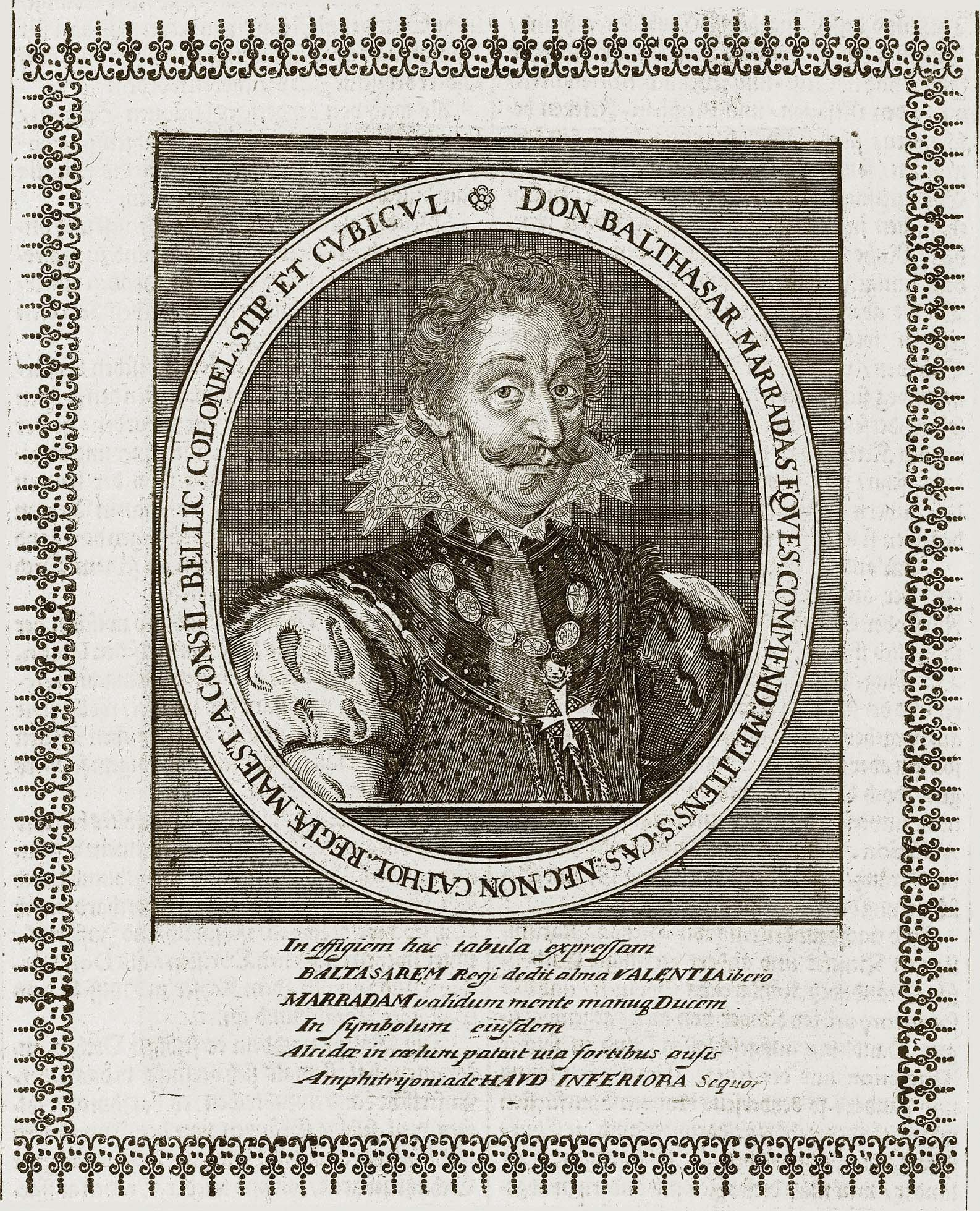
Gravat amb el retrat de Baltasar de Marrades, del Theatrum Europaeum, de 1662

Baltasar era Comte de Sallent, fill del Baró de Sallent, Gaspar de Marrades i Soler (mort el 1569), Virrei del Regne de Mallorca entre els anys 1548 i 1557, i d'Anna Vic Manrique. També era senyor de la baronia de Llaurí, municipi del Regne de València.
Tots dos provenien de grans famílies nobiliàries catalanes i valencianes que havien realitzat importants serveis a la corona, com a almiralls, ambaixadors, generals i prelats.
Anna era germana de Lluis de Vic, Virrei del Regne de Mallorca entre els anys 1573 i 1584, i de Joan de Vic Manrique, Bisbe de Mallorca i després Arquebisbe de Tarragona. L'ambaixador i cavaller català Guillem Ramon de Santcliment va ser l'oncle d'en Baltasar.
Es va iniciar jove en l'art de les armes. Després de fer-se cavaller hospitaler de l'Orde de Sant Joan de Jerusalem va partir cap a Malta, on «va cobrar opinió de valerós soldat i gran cavaller». Fou castellà d’Amposta (1635). Com a tal, serví a les guerres de Milà i el Piemont i, després, de Flandes (1594), des d’on passà al servei dels emperadors Rodolf II del Sacre Imperi Romanogermànic, Maties I i Ferran II, en les guerres a Hongria i Transsilvània contra els turcs (1605) i al Friül contra els venecians (1617).
Baltasar de Marrades va arribar a la cort de l'emperador Rodolf II del Sacre Imperi Romanogermànic el 1599, mentre es trobava estacionat a Transsilvània. Allí va participar, el 1601, en el setge contra els turcs d'Alba Regia, a les ordres del duc de Mercoeur, quedant greument ferit en l'assalt. En conseqüència, el van destinar al capdavant d'una companyia de cuirassers, amb la qual aviat va passar a ser conegut com «el llamp de Déu», per la seva valentia.
En servei a l'emperador, el 1604 va lluitar sota ordres de l'albanès Georgio Basta, a Hongria. Nomenat conseller imperial, va lluitar a la guerra de Gradisca (1613-16), per encàrrec de Felip II de Catalunya, al capdavant d'un règim de cavalleria hispà, en contra de la República de Venècia. El 1619, va entrar en guerra de nou amb un regiment de cavalleria de l'Imperi Hispà contra el rei Federic V del Palatinat.
El 1619, Marrades va ser nomenat Generalwachtmeister, gràcies a la seva valentia i al comportament en el camp de batalla. Ell i els seus germans, Francesc i Jordi, van ser elevats al rang de Comte Imperial l'any 1621. Va participar en la Guerra dels Trenta Anys, a la important batalla de Muntanya Blanca (1620), a Bohèmia, a Hongria (1623) i a Alemanya (1624). Després de la pacificació d'Hongria, va estar al capdavant de la Cavalleria Imperial a Valtellina, on l'any 1625 va derrotar els franc-saboians.
El 1625, Marrades va ser nomenat governador del Regne de Bohèmia, on va aixafar una revolta herètica. Pels seus serveis a l'emperador, a Bohèmia se li va lliurar el Castell de Fraumberg, a la vora del riu Vitava. A més, va obtenir el Comtat de Bosiz, que el va convertir en Senyor de Vodiana i Sdristain.
L'any 1626, va ser nomenat Mariscal de camp i el 1627 Tinent general. Marrades va participar en les negociacions per a la deposició d'Albretch Von Wallenstein, del 1630, a Ratisbona.
El 1631, Marrades va tractar de defensar Bohèmia amb insuficients tropes dels saxons, comandats per Hans Georg von Arnim-Boitzenburg. Aquest fracàs i la influència d'en Wallenstein van portar-lo a un allunyament dels càrrecs militars i polítics a partir del 1633. És probable que no participés a la trama de l'assassinat de Wallentstein, al contrari del que afirmen algunes fonts antigues.
El 1634, Marrades va participar en el Setge de Ratisbona amb l'emperador Ferran III del Sacre Imperi Romanogermànic, per a evitar que les tropes de Saxònia i Suècia arribessin a Praga.
Va morir solter, l'any 1638, com a conseller privat i governador de Bohèmia. El seu nebot, Francesc de Marrades, comte de Sallent, fill del seu germà Jordi de Marrades, va heretar les propietats de la Bohèmia meridional, Vodňany i Hluboká nad Vltavou. Francesc va vendre aquestes possessions l'any 1661 per uns 385 000 florins renans a en Johann Adolf Graf, més tard Príncep de Schwarzenberg.

## Devoció a la Mare de Déu de Montserrat
Baltasar de Marrades, com també l'emperador romanogermànic Ferran III i la seva dona, l'emperadriu Maria Anna d'Àustria, era molt devot de la Mare de Déu de Montserrat, patrona de la nació catalana i de l'Imperi Hispà. Durant el comandament de l'abat montserratí Pare Benet de Peñalosa de l'Abadia d'Emaus de Praga, vinculada a la Congregació de Montserrat del Regne de Bohèmia i Moràvia, es realitzà la reconstrucció i la reedificació substancial dels retaules, la despesa dels quals fou assumida pels nobles catalans i hispans que eren a Bohèmia. El general de l'emperador i governador militar dels txecs, el comte Baltasar de Marrades, va aportar fons durant l’any 1640 per alçar un nou retaule principal, que segons el costum català havia d'omplir tot el fons del presbiteri en forma de bastida de pilastres amb estàtues i pintures de gran mida.

## Escut d'armes
D'altra banda, la façana de l'Església de Nostra Senyora Victoriosa i Sant Antoni de Pàdua de Praga va ser reconstruïda durant la Guerra dels Trenta Anys gràcies a les donacions de Baltasar Marrades entre els anys 1636 i 1642. Marrades no va viure per veure-la acabada. A l'alçada de la cornisa superior, hi ha l'escut d'armes de Baltasar Marrades, d'estil barroc.
A sobre de l'escut hi ha una corona de comte. Els braços blancs de la creu de Malta sobresurten pel seu perímetre. L'escut és quadrat. El primer camp representa l'escut familiar dels Marrades, que és quadrat. Al primer i tercer camps hi ha tres barres daurades verticals sobre un camp vermell, i al segon i quart camps hi ha una closca daurada sobre un camp blau. El segon camp és ocupat per dues franges vermelles horitzontals sobre fons daurat, que representen l'escut de la família Vic, casa natal de la mare de Baltasar Marrades, Anna de Vic. En el tercer camp d'or hi ha l'àguila imperial bicèfala negra, que té un escut amb tres varetes d'or sobre un camp blau al pit, és l'escut de la família Pallàs. El quart camp representa la família Manrique de Lara. Consta de quatre franges verticals. A l'extrem dret de l'heràldica hi ha dos calders coberts amb un dibuix de tauler d'escacs negre daurat, i a sobre de cadascun hi ha una serp daurada enrotllada. Sobre els tres restants, s'alternen motius de torres i lleons, referits potser als emblemes de Castella i de Lleó.
Sota l'escut hi ha una inscripció en llatí, la traducció txeca de la qual diu: "Per generositat i guiat per un profund respecte a Santa Teresa i al seu orde sagrat, Dom Baltasar de Marrades i Vic, comte de Sallent, cavaller de l'orde de Sant Joan de Jerusalem, Castellà d'Amposta, camarlenc dels emperadors Rodolf, Maties I, Ferran II i Ferran III, comandant, Conseller Imperial, General de cavalleria i comandant militar del Regne Txec, Conseller de Guerra de sa Majestat Catòlica i coronel a Alemanya fou portat a cobrir les despeses per construir aquest portal i adjuntar-hi el seu escut com a memòria eterna. Any 1644."